# Jakob Böhme
Jakob Böhme (Alt Seidenberg, cerca de Görlitz, 24 de abril de 1575-Görlitz, 17 de noviembre de 1624) fue un místico y teólogo luterano.
Fue un importante vínculo de transmisión entre el maestro Eckhart y Nicolás de Cusa, por un lado, y Georg Wilhelm Friedrich Hegel y Friedrich Schelling, por otro. Su extensa obra, nacida de la intuición intelectual, ha influido durante siglos sobre todo en filósofos y teólogos. Su motivación fueron las cuestiones acerca del origen del bien y del mal. Escribió obras como Árbol matutino naciente o Sobre los tres principios de la esencia divina.

## Biografía

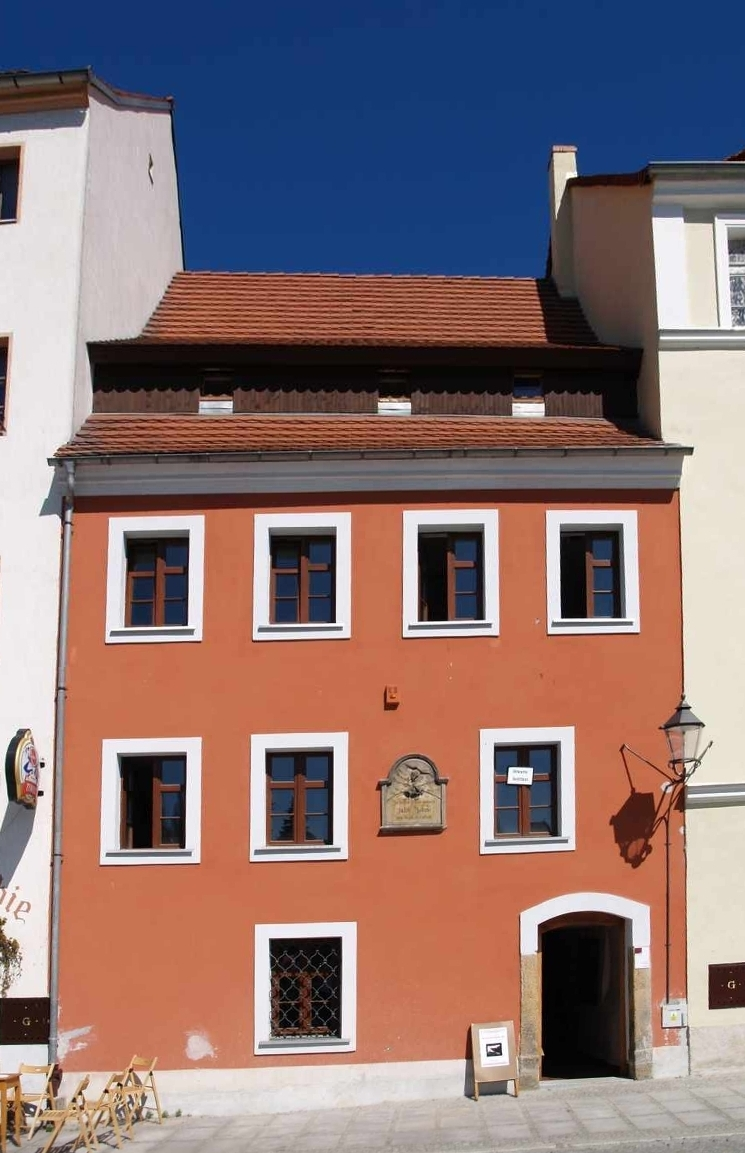
Casa de Jakob Böhme en Görlitz.

Nació en una familia campesina de filiación luterana, en una aldea cercana a Görlitz. Desde pequeño se dedicó a labrar la tierra, y en su adolescencia trabajó remendando zapatos de forma ambulante. Tuvo noticia de la división religiosa de Alemania, y de cómo la gente buscaba consuelo en las doctrinas herméticas y teosóficas. A los 18 años tuvo una "visión" que le cambió la vida. Fueron 7 días en los que dijo estar "rodeado de la divina luz". Se casó a los 19 años con la hija de un carnicero y trabajó como zapatero. Tuvo sucesivas visiones, hasta que en 1610 se decidió a escribir sus experiencias durante su tiempo libre. Aurora es la obra de la que dice Böhme que fue redactada "bajo el impulso de Dios". Algunos ven en dicha obra la influencia de Valentín Weigel (1533-1588), pastor protestante que fundó una secta mística basada en las enseñanzas de Taulero y Paracelso. 

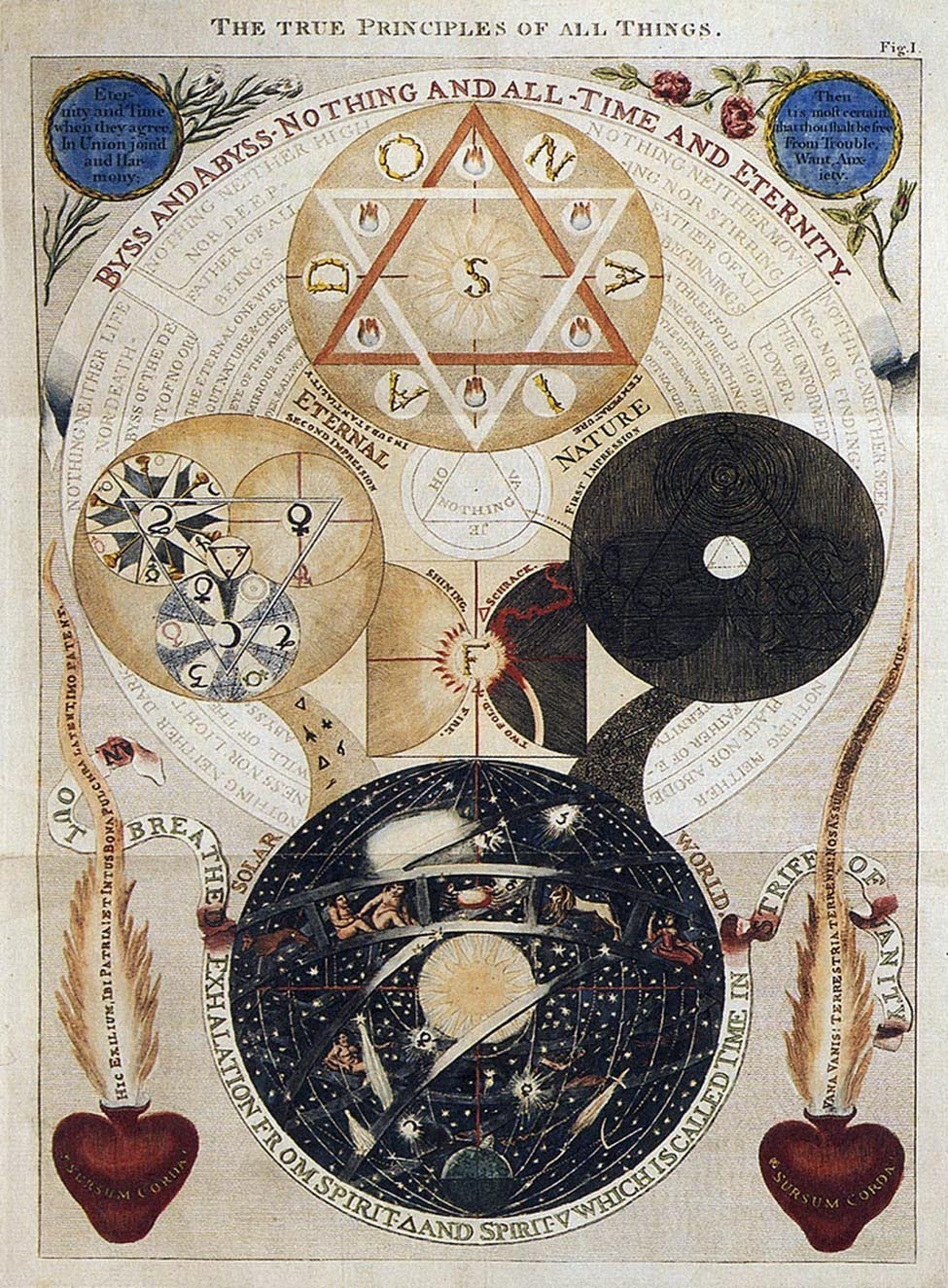
Ilustración del de Dionysius Andreas Freher para el libro Las obras de Jacob Behmen

Después de sus años de viaje, Jakob Böhme se estableció en 1599 en su ciudad natal Görlitz como zapatero, adquirió la ciudadanía y compró un banco de zapatos en el Untermarkt. En el mismo año se casó con Katharina Kuntzschmann y compró una casa en la montaña de cerámica. Su esposa tuvo entre 1600 y 1606 cuatro hijos. Durante este tiempo tuvo al menos tres experiencias místicas. Estuvo en silencio por un largo tiempo, considerando lo que había experimentado. En 1612 escribió Aurora o Dawn in the Gates sin ningún conocimiento académico previo, un trabajo increíble para un simple zapatero que nunca había estudiado. Por lo tanto, sus letras no siempre son fáciles de entender, pero están llenas de profundidad de vida. Uno encuentra todos los gérmenes de su pensamiento posterior ya en este trabajo. El propio Bohme le dio el nombre de Morgenrot (el título Aurora, bajo el cual se supo más tarde, es la traducción latina de este nombre).
Boehme no tenía intención de publicar este trabajo, y solo se lo dio a sus amigos para que lo leyeran. Pero copiaron el manuscrito sin su conocimiento y lo difundieron. El entonces pastor principal de Görlitzer Peter y Paulskirche, Gregor Richter, cuya comunidad Böhme pertenecía en ese momento, recibió una copia para enfrentar. Richter consideró que el trabajo era herético y actuó contra Böhme en el ayuntamiento. A continuación, Böhme fue arrestado temporalmente y se le asignó una prohibición de escritura. Después de varios años de silencio, sus amigos lo persuadieron en 1618 a escribir de nuevo y ahora con la confianza de un llamado. Mientras tanto, se había familiarizado con el trabajo de Paracelso y la filosofía del neoplatonismo, y su talento literario se había desarrollado de manera fructífera. Su segundo trabajo La descripción de los tres principios de la esencia divina (De tribus principiis) apareció en 1619. Junto con su esposa, comenzó a operar un comercio de hilos.
El pastor Gregorius Richter, primado eclesiástico de Görlitz, prohibió a Böhme escribir bajo pena de destierro. Böhme obedece durante 5 años, y vuelve a tomar la pluma en 1619, no soltándola hasta su muerte 5 años después, haciéndose en el ínterin de discípulos y acrecentándose su fama en Alemania. Sus libros eran publicados de forma clandestina por sus amigos. Después de la publicación de Camino a Cristo (1624) y algunos otros escritos, el archienemigo de Böhm, Richter, volvió a estar activo y preparó un nuevo cargo. A pesar de la muerte de Richter el 24 de agosto, Böhme estaba cada vez más expuesto a la hostilidad de la comunidad agitada. Böhme trató con sus críticos en Theosophical Letters, que se encontraron con gran interés en su creciente número de seguidores. Sin embargo, en su propio lecho de muerte, Böhme tuvo que enfrentar un interrogatorio religioso en el mismo año. El sucesor de Richter negó al "hereje" un funeral cristiano. La población victimizada corrompió su tumba en el Görlitz Nikolaikirchhof.

## Obra
- (1) Werkausgaben, 1682

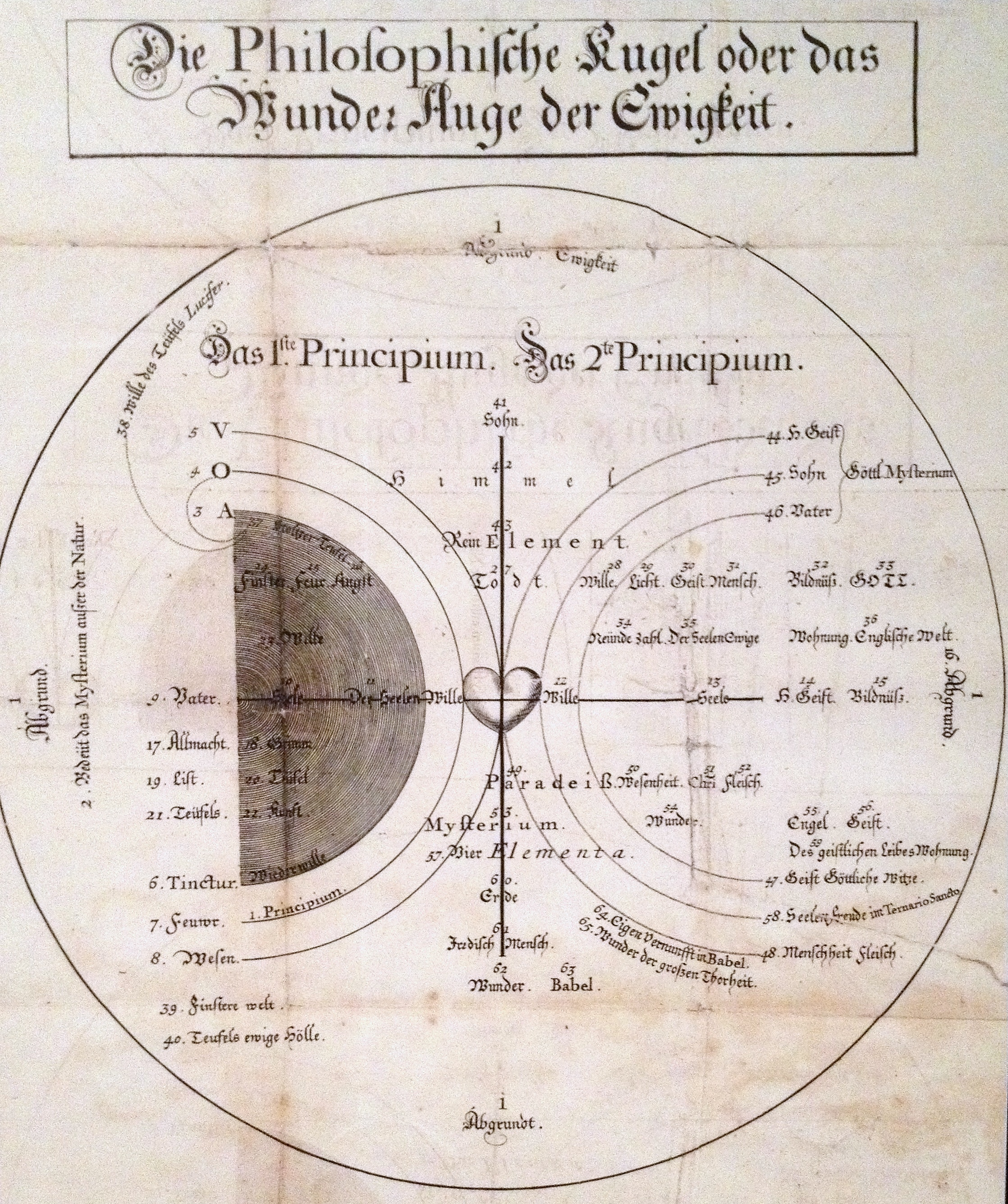
Representación de Jakob Böhme a través de un dibujo de su cosmogonía en Vierzig Fragen von der Seele o Cuarenta preguntas del alma (1620).

- Aurora (Die Morgenröte im Aufgang), 1612 (en español Ediciones Siruela, 2012)
- De tribus principiis (Beschreibung der Drey Göttliches Wesens), 1619
- De triplici vita hominis (Von dem Dreyfachen Leben des Menschen), 1620
- Psychologica vera (Vierzig Fragen von der Seelen), 1620
- De incarnatione verbi  (Von der Menschwerdung Jesu Christi), 1620
- Sex puncta theosophica (Von sechs Theosophischen Puncten), 1620
- Sex puncta mystica (Kurtze Erklärung Sechs Mystischer Puncte), 1620
- Mysterium pansophicum (Gründlicher Bericht von dem Irdischen und Himmlischen Mysterio), 1620
- Informatorium novissimorum (Von den letzten Zeiten an P. Kaym), 1620
- Christosophia (der Weg zu Christo), 1621
- Libri apologetici (Schutz-Schriften wider Balthasar Tilken), 1621
- Antistifelius (Bedenken über Esaiä Stiefels Büchlein), 1621
- Ingleich Vom Irrtum der Secten Esaiä und Zechiel Meths, 1622
- De signatura rerum, (Von der Geburt und der Bezeichnung aller Wesen), 1622
- Mysterium magnum (Erklärung über das erste Buch Mosis), 1623 (en español, Ediciones Atalanta, 2024)[4][5][6][7][8][9][10][11][12][13][14][15][16][17][18][19]
- De electione gratiae (Von der Gnaden-Wahl), 1623
- De testamentis Christi (Von Christi Testamenten), 1623
- Quaestiones theosophicae (Betrachtung Göttlicher Offenbarung), 1624
- Tabulae principorium (Tafeln von den Dreyen Pricipien Göttlicher Offenbarung), 1624
- Apología contra Gregorium Richter (Schutz-Rede wider Richter), 1624
- Libellus apologeticus (Schriftliche Verantwortgung an E.E. Rath zu Görlitz), 1624
- Clavis (Schlüssel, das ist Eine Erklärung der vornehmsten Puncten und Wörter, welche in diesen Schriften gebraucht werden), 1624
- Epistolae theosophicae (Theosophische Send-Briefe), 1618–1624

### Edición moderna
- Jacob Böhme: Sämtliche Schriften, 11 Bde. Faks. der Ausgabe von 1730, hrsg. von Will-Erich Peuckert. Frommann-Holzboog, Stuttgart-Bad Cannstatt 1955-1989, ISBN 978-3-7728-0061-0
- Jacob Böhme: Die Urschriften, 2 Bde., im Auftrag der Akademie der Wissenschaften zu Göttingen hrsg. von Werner Buddecke. Frommann-Holzboog, Stuttgart-Bad Cannstatt 1963-66, ISBN 978-3-7728-0073-3

## Jakob Böhme en el cine
- Jakob Böhme. Vida y creación, un documental dirigido por Łukasz Chwałko. El estreno tuvo lugar el 4 de junio de 2016 en Zgorzelec (Polonia).

## Edición en castellano
- Mysterium magnum. El gran misterio. Prólogo Isidoro Reguera, primera traducción al español a cargo de Francisco Martínez Albarracín, premio a la mejor traducción "Jacob Boehme 2025" (Internationale Jacob Boehme Gesellschaft, avalado por la Oberlausitzischen Gesellschaft der Wissenschaften). Cartoné, 968 páginas, papel biblia, colección Memoria mundi 165. Vilaür: Ediciones Atalanta. 2024. ISBN 978-84-128423-2-6.
- La firma de todas las cosas. Independently published. 2022. ISBN 9798362256043.
- Tratado sobre el cielo y el infierno. Editorial Sincronía. 2017. ISBN 978-84-945868-9-7.
- Aurora. El Árbol del Paraíso 75. Edición y traducción del alemán Agustín Andreu. Madrid: Ediciones Siruela. 2012. ISBN 978-84-9841-833-0.
- Sobre la vida espiritual. Diálogo de un maestro con su discípulo. Colección Los pequeños libros de la sabiduría 127. Prólogo y traducción de Francesc Gutiérrez. José J. de Olañeta, Editor. 2007. ISBN 978-84-9716-401-6.
- Teosofía Revelada. Dilema. 2007. ISBN 9788498270938.
- La llave. Sex puncta. Dilema. 2007. ISBN 9788498270662.